# Édouard Grimaux
Louis Édouard Grimaux (Rochefort-sur-Mer, 3 luglio 1835 – Parigi, 2 maggio 1900) è stato un chimico francese.
È noto principalmente per le ricerche nell'ambito della sintesi organica.

## Biografia
Dal 1853 al 1858 prestò servizio come farmacista per la marina francese nei porti di Rochefort e Tolone. Nel 1861 si trasferì a Parigi, dove ottenne la laurea in farmacia (prima classe). Nel 1865 conseguì il dottorato in medicina e durante l'anno successivo superò l'esame di agrégation per la chimica. Nel 1866 iniziò a lavorare nel laboratorio di Charles-Adolphe Wurtz.
Nel 1873 divenne direttore del laboratorio di studi avanzati alla Sorbona, e tre anni dopo, fu nominato professore di chimica generale presso l'Istituto di agronomia. Nel 1881 fu il successore di Auguste André Thomas Cahours all'École Polytechnique, ma fu costretto a rinunciare alla sua cattedra nel 1898 a causa del suo sostegno all'innocenza di Alfred Dreyfus.
Le sue ricerche comprendono studi di nitriti, allantoina, glicoli aromatici e sulla sintesi dell'acido citrico. Ha inoltre condotto ricerche approfondite sulle proprietà di numerosi derivati dell'acido urico. Nel 1881 riuscì a preparare la codeina, sinteticamente, dalla morfina.

## Opere

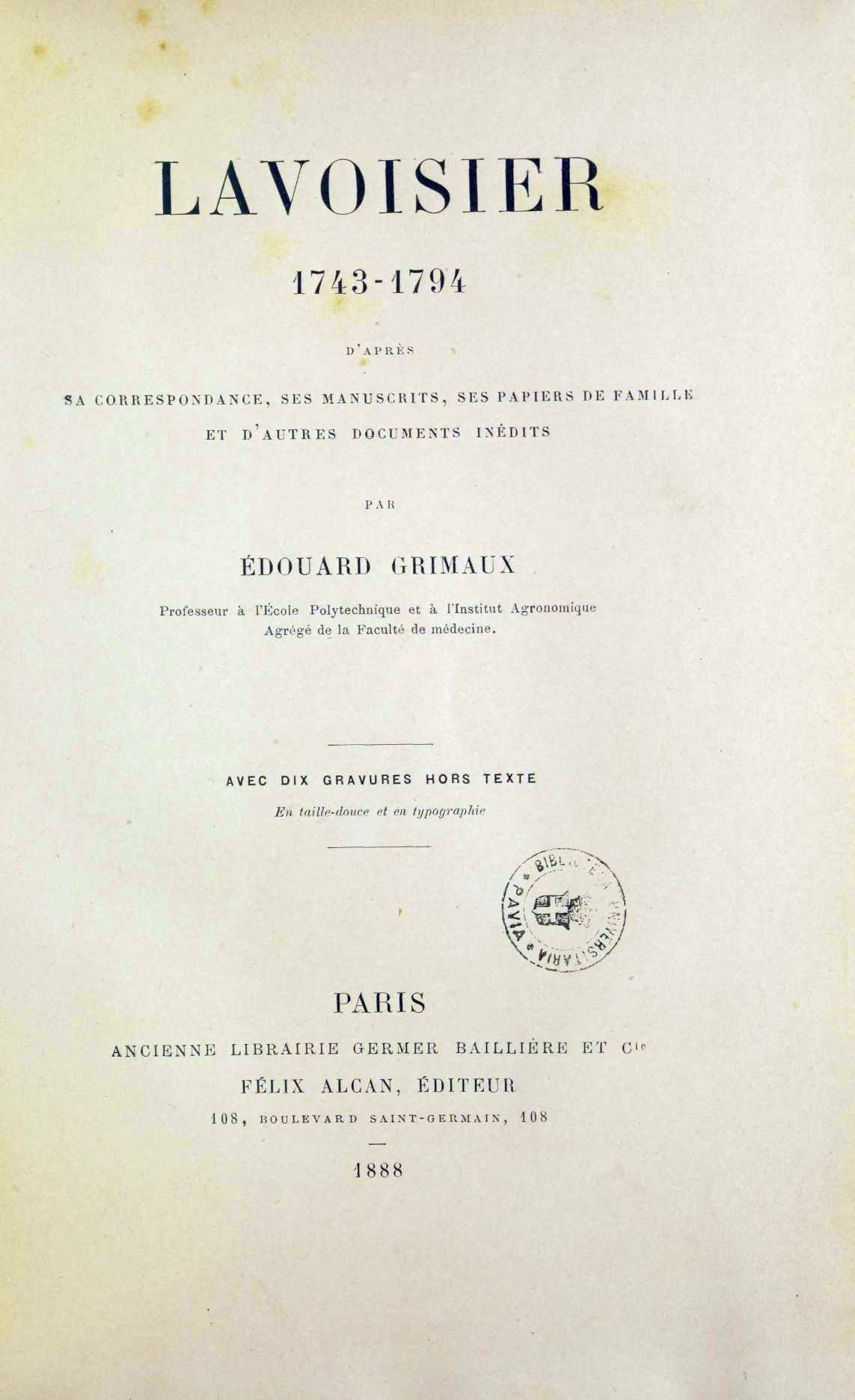
Lavoisier, 1888

Fu autore di più di 120 pubblicazioni scientifiche. Gli si attribuisce la prima biografia completa di Antoine Lavoisier; ha inoltre pubblicato una biografia di Charles Frédéric Gerhardt.
- Equivalents, atomes, molécules, 1866.
- Introduction à l'étude de la chimie, théories et notations chimiques, 1883.
- Lavoisier, Paris, Alcan, 1888.
- Chimie organique élémentaire, 1889.
- Charles Gerhardt, sa vie, son oeuvre, sa correspondance, 1816-1856, 1900.[5]